# Flávio Guimarães
Flávio Guimaraes (nacido el 10 de noviembre de 1963) es un compositor, armonicista y cantante brasileño. Se inició en la armónica en 1983, tuvo clases de armónica cromática con Maurício Einhorn, mas su pasión por el blues lo hizo mudar de camino y dedicarse a la armónica diatónica como autodidacta. En 1986, conoció Sugar Blue en un show con Buddy Guy, en São Paulo. Como resultado de la amistad ahí surgida, Sugar Blue convidó Flávio para una temporada en Chicago. Era 1988 y Buddy Guy, Junior Wells, James Cotton, Billy Branch, Son Seals, Loonie Brooks, Sugar Blue y muchos otros grandes nombres del blues tocaban casi diariamente. Esta experiencia y aprendizaje fueron transformadoras en la manera de tocar de Flávio. 
La carrera profesional de Flávio Guimaraes se inició en 1986, cuando creó Blues Etílicos, la banda pionera del blues brasileño, hoy con 10 álbumes publicados y récords de venta dentro del segmento en Brasil. Paralelamente a Blues Etílicos, Guimarães publicó siete álbumes. En estos colaboraron Charlie Musselwhite, Sugar Blue y Howard Levy. 
Flávio participó de los principales eventos de blues y jazz en su país. Abrió shows para Robert Cray y B. B. King. Tocó como músico invitado de Buddy Guy en 1989 y 1991. Grabó con nombres del blues de New Orleans como Brian Lee y Walter Wolfman Washington. Participó en la banda brasileña que acompañó Taj Mahal en 1999, y este show se transformó en un especial de la importante TV Cultura de Brasil. En mayo del 2003 se presentó en Miami con la banda Iko Iko, en Tobacco Road y con Bruce Ewan and the Solid Senders en el Baltimore Blues Festival. Ha tocado también en Argentina, Chile, Paraguay, Francia, Inglaterra y Países Bajos. 
Citado por Charlie Musselwhite como el principal músico brasileño de blues, Guimarães también produce los Encuentros Internacionales de Armónica, hechos anualmente en la ciudad de San Pablo. Howard Levy, Rick Estrin, Gary Smith, R. J. Mischo, Steve Guyger, Mark Hummel, Mark Ford, Mariano Massolo, Nico Smoldjan, Franco Luciani y Hook Herrera son algunos de los músicos que han participado de estos eventos.

## Discografía

### Como solista
- 1995: Little blues, Eldorado
- 2000: On the loose, Eldorado
- 2003: Navegaita, Eldorado
- 2006: Flávio Guimarães e Prado Blues Band, Chico Blues Records, junto a Prado Blues Band
- 2007: Vivo, Delira Blues
- 2009: The blues follows me

### Con Blues Etílicos
- 1988: Blues Etílicos, Satisfaction[1]
- 1989: Água mineral, Eldorado[2]
- 1990: San-Ho-Zay, Eldorado[3]
- 1991: IV, Eldorado[4]
- 1994: Salamandra, Natasha Records[5]
- 1996: Dente de ouro, Excelente discos[6]
- 2001: Águas barrentas, Eldorado[7]
- 2003: Cor do Universo
- 2007: Viva Muddy Waters, Delira Blues